# Gaspard-Michel Pagani
Gaspard-Michel Pagani, né à San Giorgio di Lomellina, dans la province de Mortara en Piémont, le 12 février 1796, et décédé le 10 mai 1855, est un mathématicien d'origine italienne, membre de l'Académie royale des sciences et belles-lettres de Bruxelles.

## Biographie
Lors de ses études au collège de Valenza, il n'avait que quatorze ans quand son professeur de philosophie lui déclara qu'il n'avait plus rien à lui apprendre. Il alla alors suivre les cours à l’université de Turin. Il en sortit brillamment en 1816 et 1817 avec les titres d'ingénieur civil et d'ingénieur hydraulique.
Ardent défenseur de l'indépendance italienne, il fut obligé de fuir sa patrie après la proscription de ses amis. Il demanda de séjourner comme réfugié dans le royaume uni des Pays-Bas.
Il arriva à Bruxelles en 1822.
Dès le 28 mars 1825, il fit partie de l'Académie royale des sciences et belles-lettres de Bruxelles. Le 17 janvier 1826, il est nommé professeur à l’Université d'État de Louvain. Il y enseigna l'application de l'algèbre à la géométrie (géométrie analytique). Il fut un de ceux qui réussirent à faire renaître le goût des recherches mathématiques en Belgique.
Après l'indépendance de la Belgique, il devint le 17 septembre 1832, professeur à l’université de Liège et le 28 novembre 1835, professeur à l’université catholique de Louvain.
Lors de son séjour à Liège, il commença de grands travaux de mécanique analytique et fut l'âme de la toute nouvelle Société des sciences dont il fut le premier président.

## Ses publications

### Livres
- Mémoire couronné en réponse à la question proposée par l'Académie royale des sciences de Bruxelles pour l'année 1824: "On sait que les lignes spiriques ou sections annulaires sont des courbes formées par l'intersection d'un plan avec la surface du solide engendré par la circonvolution d'un cercle autour d'un axe donné de sa position; on demande l'équation générale de ses courbes et une discussion complète de cette équation; avec 3 planches", Bruxelles, P. J. Demat, 1826, in-4° de 58 pages[1].
- Sur le mouvement du fil flexible, mémoire couronné par l'Académie royale de Bruxelles pour l'année 1825. Bruxelles, P.-J. Demat, 1826, in~4° de 147 pages.
- Résumé des leçons sur la géométrie et la mécanique des arts industriels, professées à l'Université de Louvain, Louvain, Michel, 1827,in-8°.
- Résumé du cours normal de M. le baron Dupin, Bruxelles, Delemer, 1828, in-8°.

### Ouvrages publiés dans les recueils de l'Académie de Bruxelles
- Sur le principe des vitesses virtuelles, tome 3, 1824.
- Sur l'équilibre des systèmes flexibles, tome 4, 1827.
- Sur le développement des fonctions arbitraires en séries, dont les termes dérivent de la même fraction continue, en y faisant varier une constante ou paramètre, tome 5, 1828.
- Sur la théorie des projections algébriques et sur son application au mouvement de traduction d'un corps solide, tome 7, 1832.
- Sur l'intégration d'un corps d'équations aux différentielles partielles linéaires, relatives au mouvement de la chaleur, tome 8, 1834.
- Note sur l'équilibre d'un système dont une partie est supposée inflexible et l'autre partie flexible et extensible.
- Sur un problème du calcul des variations, tome 9, 1835.

### Articles publiés dans laCorrespondance mathématique et physiquede M.Quetelet
- Sur les vitesses virtuelles, tome 2 et 3.
- Sur les lignes spiriques, tome 2.
- Sur la résonance d'une corde d'instrument, tome 3.
- Sur la théorie de la chaleur, tomes 8 et 4.
- Sur la dynamique, tomes 4, 5 et 6.
- Sur la rotation des corps, tome 4.
- Sur l'optique, tome 5.
- Sur la balistique, tome 7..

### Solutions de plusieurs questions publiés dans lesAnnales des mathématiques, publiées à Nîmes par M.Gergonne
- Explication complète de toutes les difficultés présentées par M. Lacroix dans le supplément au troisième volume de son Traité du calcul différentiel et du calcul intègral et relatives à la théorie des sections angulaires, années 1822 et 1823.